# Élections aux Cortes de Castille-et-León de 1987
Les élections aux Cortes de Castille-et-León de 1987 (en espagnol : Elecciones a las Cortes de Castilla y León de 1987) se sont tenues le mercredi 10 juin 1987 afin d'élire les quatre-vingt-quatre députés de la deuxième législature des Cortes de Castille-et-León, parlement de la communauté autonome.

## Contexte
Fief de l'Union du centre démocratique (UCD) entre 1977 et 1982, la Castille-et-León est dirigée depuis les précédentes élections du 8 mai 1983 par un gouvernement minoritaire socialiste.
Lors du scrutin, le Parti socialiste de Castille-et-León-PSOE, emmené par le député de Zamora Demetrio Madrid, arrive en tête et obtient une forte majorité relative en voix, de l'ordre de 44,8 % des voix. Cela lui confère 42 députés sur 84, soit l'exacte moitié des Cortes. Il devance d'assez peu la coalition AP-PDP-UL, qui totalise 40 % des suffrages exprimés et 39 parlementaires. Sur les 3 sièges restants à pourvoir, deux reviennent au Centre démocratique et social (CDS), qui échoue à reprendre la place de la défunte UCD, avec un résultat final de 6 %.
Les élections municipales qui se tiennent le même jour donnent une scène politique encore plus instable et un écart bien plus faible entre les deux principales formations. Si les socialistes sont bien en première position, ils cumulent 40,6 % de voix en leur faveur, contre 37,9 % pour les conservateurs. Comme les centristes sont loin derrière avec 4,8 %, ces résultats s'expliquent par les 9 % que capitalisent les candidats indépendants.
L'échiquier politique est sérieusement bousculé aux élections législatives anticipées du 22 juin 1986. Le Parti socialiste ouvrier espagnol (PSOE) reste le premier parti de la communauté autonome mais avec seulement 38,8 % et 16 sièges sur 34 au Congrès des députés. La Coalition populaire (CP) suit de très près, avec un résultat de 35,8 %, ce qui lui permet de faire élire 14 députés. Enfin, le CDS réalise une énorme performance puisqu'il engrange 17,5 % sur l'ensemble du territoire régional, mais cela ne lui donne que 4 élus du fait du mode de scrutin par province.
À peine quatre mois plus tard, le 29 octobre, le président de la Junte Demetrio Madrid remet sa démission, à la suite d'une mise en examen pour « cession frauduleuse d'entreprise » par la cour provinciale de Valladolid. Membre du gouvernement régional, José Constantino Nalda prend sa suite le 21 novembre, mais c'est le secrétaire général du PSCyL-PSOE, Juan José Laborda, qui mènera le parti pour l'élection de 1987.

## Mode de scrutin
Les Cortes de Castille-et-León se composent de 84 députés (en espagnol : procuradores), élus pour un mandat de quatre ans au suffrage universel direct, suivant le scrutin proportionnel à la plus forte moyenne d'Hondt. Toutefois, le nombre de parlementaires n'est pas fixe : chaque province en a trois d'office, puis un supplémentaire pour 45 000 habitants ou fraction supérieure à 22 500.
Chaque province constitue une circonscription, à raison de 7 sièges pour Ávila, 11 sièges pour Burgos, 15 sièges pour León, 7 sièges pour Palencia, 11 sièges pour Salamanque, 6 sièges pour Ségovie, 5 sièges pour Soria, 14 sièges pour Valladolid et 8 sièges pour Zamora. Seules les forces politiques – partis, coalitions, indépendants – ayant remporté au moins 3 % des suffrages exprimés au niveau d'un territoire provincial participent à la répartition des sièges.

## Campagne

### Partis et chefs de file
| Parti | Parti                                                                                | Chef de file                            | Idéologie                                                      | Score en 1983              |
| ----- | ------------------------------------------------------------------------------------ | --------------------------------------- | -------------------------------------------------------------- | -------------------------- |
|       | Parti socialiste de Castille-et-León-PSOE Partido Socialista de Castilla y León-PSOE | Juan José Laborda Porte-parole au Sénat | Centre gauche Social-démocratie, progressisme                  | 44,8 % des voix 42 députés |
|       | Alliance populaire de Castille-et-León Alianza Popular de Castilla y León            | José María Aznar                        | Centre droit Conservatisme, libéralisme, démocratie chrétienne | 40,0 % des voix 39 députés |
|       | Centre démocratique et social Centro Democrático y Social                            | Carlos Sánchez-Reyes                    | Centre Libéralisme, social-libéralisme, réformisme             | 6,0 % des voix 2 députés   |

## Résultats

### Voix et sièges
| Inscrits                                               | Inscrits                 | Inscrits                 | 1 997 693 |             |                      |                      |
| Abstentions                                            | Abstentions              | Abstentions              | 536 307   | 26,85 %     |                      |                      |
| Votants                                                | Votants                  | Votants                  | 1 461 386 | 73,15 %     |                      |                      |
|                                                        |                          |                          |           |             |                      |                      |
| Bulletins enregistrés                                  | Bulletins enregistrés    | Bulletins enregistrés    | 1 461 386 |             |                      |                      |
| Bulletins blancs ou nuls                               | Bulletins blancs ou nuls | Bulletins blancs ou nuls | 47 844    | 3,27 %      |                      |                      |
| Suffrages exprimés                                     | Suffrages exprimés       | Suffrages exprimés       | 1 413 542 | 96,73 %     | 84 sièges à pourvoir | 84 sièges à pourvoir |
|                                                        |                          |                          |           |             |                      |                      |
| Liste                                                  | Tête de liste            |                          | Suffrages | Pourcentage | Sièges acquis        | Var.                 |
| Alliance populaire de Castille-et-León (APCyL)         | José María Aznar         |                          | 493 488   | 34,91 %     | 32 / 84              | 7                    |
| Parti socialiste de Castille-et-León-PSOE (PSCyL-PSOE) | Juan José Laborda        |                          | 488 469   | 34,56 %     | 32 / 84              | 10                   |
| Centre démocratique et social (CDS)                    | Carlos Sánchez-Reyes     |                          | 278 253   | 19,68 %     | 18 / 84              | 16                   |
| Parti démocrate populaire (PDP)                        | Félix Rodríguez Díez     |                          | 35 080    | 2,48 %      | 1 / 84               | 1                    |
| Solution indépendante                                  | Tomás Cortés             |                          | 19 282    | 1,36 %      | 1 / 84               | 1                    |
| Parti démocrate libéral (PDL)                          | Aucun                    |                          | 0         | 0 %         | 0 / 84               | 1                    |
| Autres listes                                          | Néant                    |                          | 98 970    | 7 %         | 0 / 84               |                      |

### Analyse
La mobilisation électorale est en hausse avec 6 900 inscrits de plus aux urnes, amenant un taux de participation nettement supérieur à 70 %.
Comme pour les élections législatives, la scène politique régionale se trouve totalement chamboulée par le résultat final de ce scrutin. Bien qu'elle accuse un recul de 50 100 voix, l'Alliance populaire de Castille-et-León, qui a pour chef de file le député d'Ávila José María Aznar, 34 ans, parvient à virer en tête et emporter 32 députés, soit 7 de moins que la coalition de centre-droit formée autour de l'AP quatre ans plus tôt. L'avance de l'APCyL sur le Parti socialiste de Castille-et-León-PSOE se limite cependant à 5 000 suffrages, soit aucun siège d'écart. Le PSCyL-PSOE est le grand perdant de l'élection, puisqu'il n'abandonne pas moins de 120 200 voix et 10 de ses parlementaires, se trouvant deuxième en voix et clairement minoritaire aux Cortes. Alors qu'il arrive en troisième, le Centre démocratique et social est le faiseur de roi du nouveau Parlement et le vrai vainqueur du scrutin. Il engrange effectivement 196 500 voix nouvelles, recueille la quasi-totalité des sièges perdus par les autres formations et approche de très près les 20 députés et 20 % des exprimés. Enfin, les deux derniers sièges reviennent à deux plus petites formations, qui profitent de la loi électorale.

### Conséquences
Le 21 juillet 1987, au second tour de scrutin, José María Aznar est investi président de la Junte de Castille-et-León par 33 voix contre 32 et 19 abstentions, bénéficiant de l'appui du PDP ainsi que de l'abstention du CDS et de la SI.